# Oddworld: Abe's Oddysee
Oddworld Abe Oddysee é o primeiro da série Oddworld, um jogos no estilo puzzle em 2D. Ele foi lançado para PC e Playstation em 1997.

## Jogabilidade
O jogo tem vários comandos, seja no Playstation ou no PC. Mas todos são ensinados em um dos menus do jogo, chamado Gamespeak. No jogo, não há um nível tutorial, tudo é ensinado no decorrer das fases. Além de jogar com Abe, o jogador ainda pode possuir seus inimigos e controlá-los. Há vários níveis, que são classificados da seguinte maneira:
- Zulags: os níveis em que Abe se aventura por dentro de RuptureFarms têm esse nome. Há vários Zulags, a maioria deles ficam no final do jogo e só há um no começo, que é o primeiro nível.

- Stockyard: é só um pequeno nível cheio de obstáculos, esse é o local em que Abe cai após fugir de Zulag 1. Stockyard tem 2 niveis: o primeiro vem depois de RuptureFarms e o segundo vem depois do final de Abe conseguir o poder místico SHRYKULL'S .

- Monsaic Lines: local onde os mudokons (nome da raça de Abe) descansam e meditam. Neste nível, você encontra Paramonia e Scrabania.

- Paramonia: na minha opinião, é a parte do jogo com mais aventura. Dentro de Paramonia, você também encontra Paramoniam Temple e Paramoniam Nests.

- Paramoniam Temple: neste nível, há 8 portas abertas e 1 trancada. Todas elas levam a um nível diferente. Para destrancar a nona porta, você deve completar o nível de todas as oito. A nona porta, após aberta, te levará até Paramoniam Nests.

- Paramoniam Nests: é o último nível de Paramonia. É bem desafiador e exige movimentos rápidos, pois a cada momento aparece um novo inimigo tentando te matar. Para terminar o nível, entre na porta em que aparece uma grande máscara em cima. Ao entrar, você verá um vídeo mostrando Abe recebendo um poder de uma criatura mística. Quando o vídeo terminar, você poderá ingressar em Scrabania.

- Scrabania: é um dos cenários do jogo mais desafiadores. Dentro de Scrabania, você encontra Scrabanian Temple e Scrabanian Nests.

- Scrabanian Temple: como em Paramoniam Temple, você encontra 9 portas, sendo que uma trancada. Após completar o desafio de cada uma das oito portas, você poderá ingressar na nona porta, Scrabanian Nests.

- Scrabaniam Nests: se Paramonian Nests foi dificil, esse é ainda pior. Você deve encontrar a porta que tem uma máscara gigante de pedra no final do nível. Após ver o vídeo que é quase totalmente idêntico ao de Paramonian Nests, você voltará a Monsaic lines.

O único motivo para Abe precisar passar por Paramonia e Scrabania era acumular o poder místico SHRYKULL'S para conseguir derrotar 3 Sligs (raça inimiga) e várias minas que estavam bloqueando a saída de Monsaic lines. Após destruir o exército e conseguir sair, você entrará na segunda parte Stockyards. A seguir, você notará que estará novamente no Zulag 1. O objetivo agora será encontrar o Zulag 2. Quando encontra-lo, complete seus niveis, e você poderá ingressar no Zulag 3, depois Zulag 4 e assim Boardroom.
- Boardroom: este é o último nível do jogo. Você deve completá-lo em 2 minutos. Caso essa fração de  tempo seja ultrapassada, Abe morrerá, pois um gás tóxico será liberado. Quando você terminar o nível, verá um vídeo em que Abe é capturado pelos Sligs, mas isso não significa que você perdeu, porque esse acontecimento faz parte do enredo do jogo. O jogo tem 2 finais: um bom e outro ruim, para conseguir o bom e necessário resgatar pelo menos 50 Mudokons, e o final ruim se deve graças a menos dos 50 salvos(há também a possibilidade de se abe matar todos os Mudokons possível receber granadas infinitas).

## Enredo
Abe faz parte da raça dos mudokons, a raça em Oddworld que é escravizada pelos Glukkons (espécie dominante no planeta). Os mudokons trabalham na fabricação de carne, a Abe estava curioso para saber qual era o novo projeto que os Glukkons estavam preparando e fazendo tanto mistério. Um dia, ele soube que estava ocorrendo uma reunião de Glukkons, e havia uma abertura que mostrava essa reunião. Abe decidiu espiar. Ele entrou em pânico quando viu que o novo projeto era fazer um novo tipo de alimento usando a carne de mudokon! Abe não se contentou com o susto e saiu correndo para a área proibida, sendo assim flagrado por câmeras de segurança. O objetivo de Abe (e o seu, como jogador) é resgatar todos os mudokons (no total, são 99) das mãos dos impiedosos Sligs e Glukkons.

### Finais do jogo
O jogo tem 2 finais: o bom e o ruim. Em ambos, Abe (Lorne Lanning) é capturado e levado até o Glukkon-chefe, Mollock.
- Final ruim: Abe é fatiado em vários pedaços. Isso acontece porque os anciões Mudokons decidem não ajudar Abe, pois você durante o jogo não resgatou a quantidade de mudokons pedida.
- Final bom: Todos Abe salva a maior parte dos Mudokons (50 ou mais) e é retrebuido o favor pelos Mudokons anciões, que ficam de acordo em ajudar  Abe,assim lançando um grande raio com as forças dos Mudokons salvos. Então ele (Mollock) e o Slig que acompanhava-o morrem eletrocutados. Alguns segundos depois, Big Face, o mudokon que deu os poderes de Paramonia e Scrabania para Abe aparece para salva-lo. Big Face e Abe, a partir desse dia, são vistos como heróis de toda a nação dos mudokons.

## Desenvolvimento
A produção de Abe's Oddysee começou em janeiro de 1995 com o título provisório de SoulStorm. Depois que a GT Interactive adquiriu os direitos de distribuição em 12 de setembro de 1996, o título foi mudado para Oddworld: Abe's Oddysee. O jogo teve uma exibição privada na Electronic Entertainment Expo de 1996.
O jogo foi lançado para PlayStation, DOS e Windows em 19 de setembro de 1997, no dia apelidado pela desenvolvedora e distribuidora como "Odd Friday". A versão em japonês saiu em outubro. Uma versão para Sega Saturn foi anunciada pela GT Interactive, mas nunca foi lançada.
A maioria das músicas do jogo foi composta por Ellen Meijers.

## Speedrunning
Nesse jogo é bem interense os tempos em que alguns jogadores conseguem fazer usando diversos glitchs, o detentor do recorde mundial sem usar glitchs e Samtastic e com glitchs é o mesmo também há varios outros recordes como salvar todos no menor tempo possivel com glitch ou sem,salvar exatamente 50 e outros.

## Versões alternativas

### Oddworld Adventures
Um port do jogo foi lançado para Game Boy com o nome de Oddworld Adventures. O port foi desenvolvido pela Saffire e distribuido pela GT Interactive em 1998. Adventures é considerado uma versão reduzida de Oddysee, com alguns niveis parecidos e gráficos e áudio muito piorados.